# Kanton Bouchain
Bouchain (Nederlands: Boesem) is een voormalig kanton van het Franse Noorderdepartement. Het kanton maakte deel uit van het arrondissement Valenciennes.

## Gemeenten
Het kanton Bouchain omvatte de volgende gemeenten:
- Avesnes-le-Sec
- Bouchain (hoofdplaats)
- Émerchicourt
- Haspres
- Hordain
- Lieu-Saint-Amand
- Lourches
- Marquette-en-Ostrevant
- Mastaing
- Neuville-sur-Escaut
- Noyelles-sur-Selle
- Rœulx
- Wasnes-au-Bac
- Wavrechain-sous-Faulx